# Inger Elisabeth Hansen
Inger Elisabeth Hansen, född 20 april 1950 i Oslo, är en norsk författare och översättare.
Hansen debuterade 1976 med diktsamlingen Det er nå det er like før. Hon är gift med författaren Torgeir Schjerven.

## Priser och utmärkelser
- 1986 – Gyldendals legat
- 1994 – Aschehougpriset
- 1994 – Doblougska priset
- 2000 – Den norska Lyrikklubbens pris för Fraværsdokumenter
- 2003 – Bragepriset för Trask
- 2003 – Gyldendalpriset

### Översättningar
- 1978 – Vicente Aleixandre: Undergang eller kjærlighet
- 1979 – Märta Tikkanen: Århundrets kjærlighetssaga
- 1980 – Rafael Alberti: Engler i gatene
- 1981 – Märta Tikkanen: Mørket som gir gleden dyp
- 1989 – Juan Gelman: Bein og bebudelser
- 2001 – Rosario Castellanos: Brukne negler
- 2005 – Julia de Burgos: Blå, klar
- 2007 – César Vallejo: Menneskelige dikt